# Marija Andrejewna Rumjanzewa

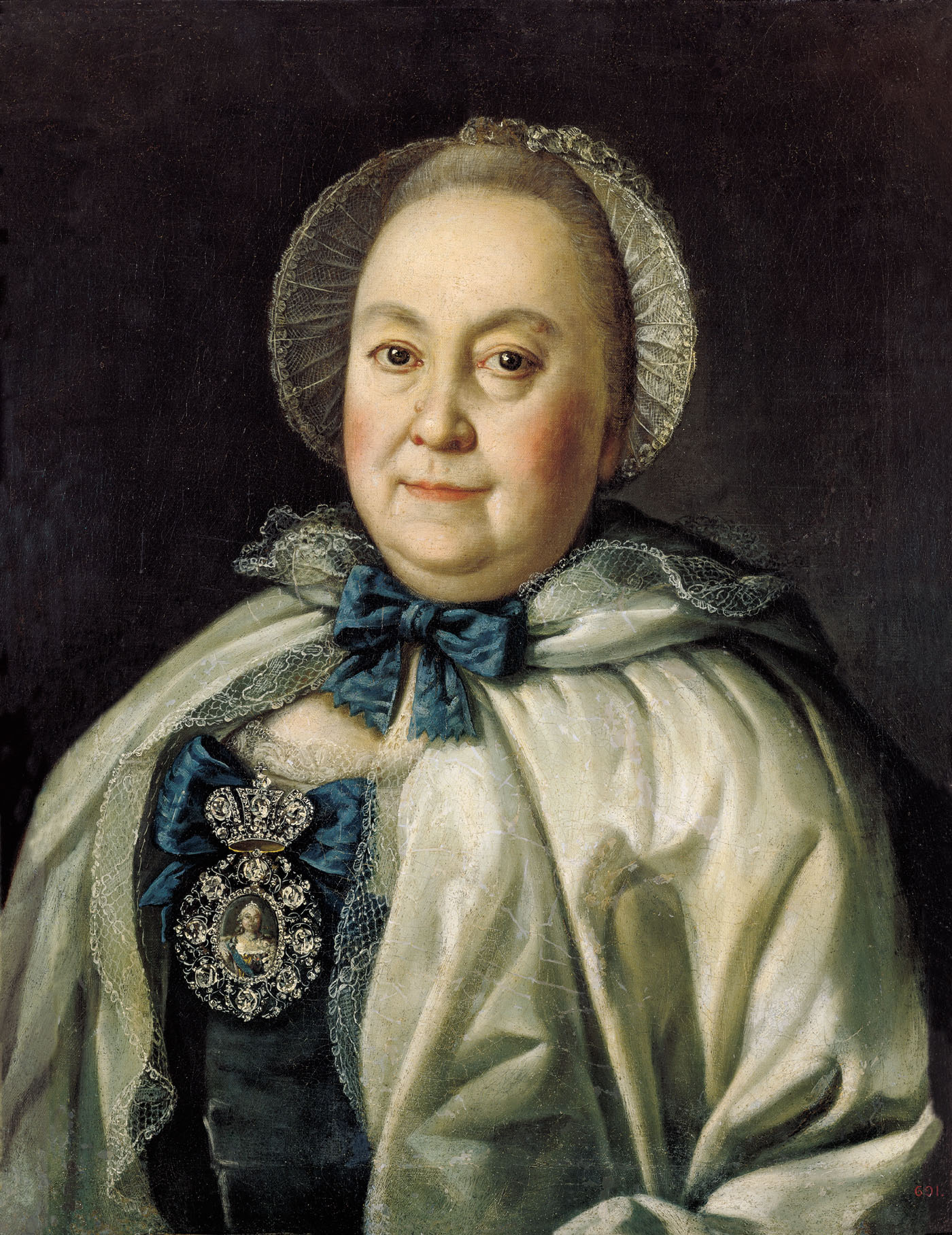
Marija Andrejewna Rumjanzewa

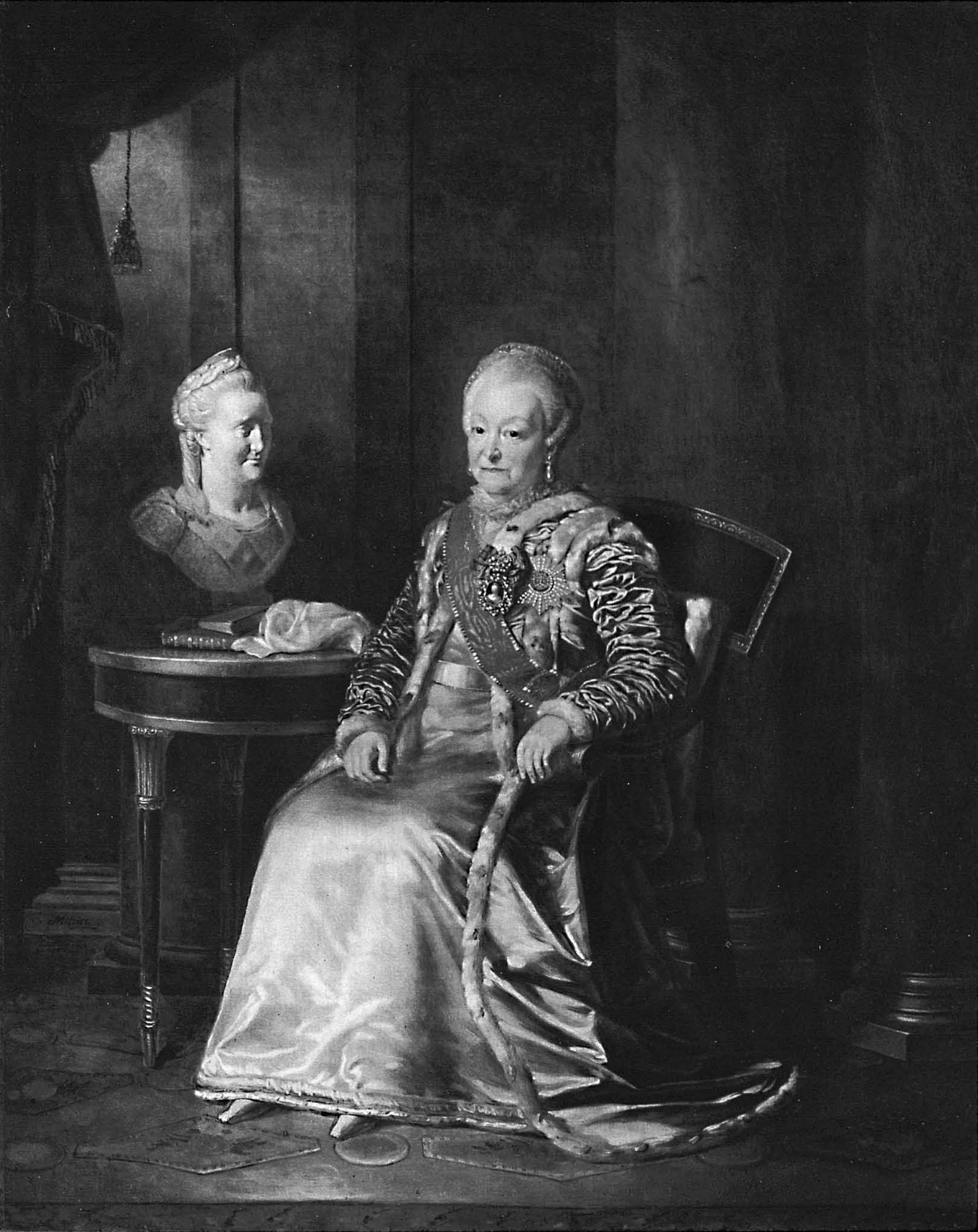
Marija Andrejewna Rumjanzew

Gräfin Marija Andrejewna Rumjanzewa (russisch Мария Андреевна Румянцева; * 4. April 1699; † 4. Mai 1788) war eine russische Adlige, Oberhofmeisterin und Mätresse Zar Peters I.

## Leben
Ihre Eltern waren der russische Diplomat Andrei Artamonowitsch Matwejew (1666–1728) und Anna Stepanowna Anitschkowa (1666–1699), Tochter des Seneschalls Stepan Alexandrowitsch Anitschkow. Ihre Großeltern väterlicherseits waren der Bojar Artamon Sergejewitsch Matwejew und seine Frau schottischer Herkunft Eudoxia Grigorjewna Chomutowa geborene Hamilton. Marija Andrejewna Rumjanzew lebte zunächst eine Zeit lang in Den Haag, wo ihr Vater seit 1699 als außerordentlicher bevollmächtigter russischer Botschafter tätig war und seit 1712 am Hof des Römisch-deutschen Kaisers Karl VI. in Wien.
Marija Andrejewna Rumjanzew heiratete 1720 den Grafen Alexander Iwanowitsch Rumjanzew (1680–1749). Da sie viel Zeit in der Gesellschaft Zar Peters I. verbracht hatte, ging das Gerücht, dass ihr Sohn Pjotr Alexandrowitsch Rumjanzew-Sadunaiski der natürliche Sohn des Zaren sei. Zuletzt fungierte sie unter Zarin Katharina II. als Oberhofmeisterin und Staatsdame. Seit 1775 war sie Trägerin des Ordens der Heiligen Katharina. Marija Andrejewna Rumjanzew starb hochbetagt am 4. Mai 1788 und fand ihre letzte Ruhestätte in der Mariä-Verkündigungs-Kirche des Alexander-Newski-Klosters. Ihre Kinder waren: 
- Jekaterina Alexandrowna (1721–1786); ⚭ Nikolai Michailowitsch Leontjew
- Daria Alexandrowna (1723–1809); 1.⚭ Graf Franz Joseph von Waldstein, 2.⚭  Fürst Jurij Nikititsch Trubetskoy
- Pjotr Alexandrowitsch (1725–1796) Jekaterina Michailowna Golyzina
- Praskowja Alexandrowna (1729–1786), ⚭ Graf Jacob Bruce

## Auszeichnungen
- Russischer Orden der Heiligen Katharina (1775)